# Edstorp
Edstorp is een plaats in de gemeente Nyköping in het landschap Södermanland en de provincie Södermanlands län in Zweden. De plaats heeft 70 inwoners (2005) en een oppervlakte van 24 hectare. Edstorp ligt grotendeels op een soort landengte en grenst zelf direct aan het meer Lidsjön in Edstorp aan dit eerder genoemde meer is ook een plaats waar men kan recreëren/zwemmen. Voor de rest grenst Edstorp vooral omringd door landbouwgrond en bos, ook is een wat rotsachtig terrein vlak bij de plaats te vinden. De plaats is circa vijftien kilometer ten noordwesten van de stad Nyköping gelegen.

## Verkeer en vervoer
Bij de plaats loopt de Riksväg 53.